# Alto, Texas
Alto là một thị trấn thuộc quận Cherokee, tiểu bang Texas, Hoa Kỳ. Năm 2010, dân số của thị trấn này là 1225 người.

## Dân số
- Dân số năm 2000: 1190 người.
- Dân số năm 2010: 1225 người.